# Idaea procrossa
Idaea procrossa là một loài bướm đêm trong họ Geometridae.